# Kazuya Igarashi
Kazuya Igarashi (jap. 五十嵐 和也 Igarashi Kazuya; ur. 24 października 1965) – japoński piłkarz występujący na pozycji obrońcy.

## Kariera klubowa
Od 1984 do 2000 roku występował w klubach JEF United Ichihara i Yokogawa Electric.